# You Should Meet My Son!
You Should Meet My Son! (tj. Měl byste poznat mého syna) je americký hraný film z roku 2011, který režíroval Keith Hartman podle vlastního scénáře. Film vypráví o konzervativně založené matce, která hledá partnerku a posléze partnera pro svého syna.

## Děj
Ovdovělá Mae Davisová žije se svou sestrou Rose a snaží se najít snoubenku pro svého syna Briana. Ten však již pět let žije se svým přítelem Dennisem, o kterém si matka s tetou myslí, že je jeho spolubydlící. Jednou však zjistí, že je Brian gay. V té době ho opustil Dennis kvůli jinému muži. Mae se proto rozhodne najít Brianovi dokonalého partnera. Spolu s Rose navštíví gay bar, kde potkají dvě drag queen Lady Fantasiu Extravaganzu a Salsu Rojah a studenta umění Chase, který pracuje v baru jako striptér. Uspořádají večeři s úmyslem seznámit Briana a Chase. Brian je ale překvapí tím, že přivede Jennie Sue, dceru křesťanského kazatele, a oznámí jim, že už není gay, a že se brzy ožení. Mae proto uspořádá další večeři, na kterou pozve své nové přátele z gay baru a členy místní skupiny homosexuálních mládeže, a rovněž rodiče Jennie Sue, aby je vylekala. Party se rychle propadne do chaosu a končí tím, že Brian přizná, že si nemůže vzít Jennie Sue, protože je stále gay, a Jennie Sue je lesba.

## Obsazení
| Joanne McGee    | Mae Davisová                   |
| Carol Goans     | Rose, její sestra              |
| Stewart Carrico | Brian, její syn                |
| Ginger Pullman  | Jennie Sue, Brianova snoubenka |
| Steve Snyder    | Chase                          |
| Acqua Dansoh    | Lady Fantasia Extravaganza     |
| Matt Palazzolo  | Salsa Rojah                    |
| Chris Nolan     | Greg                           |